# ویمرشتدت
ویمرشتدت (به آلمانی: Wiemerstedt) یک شهر در آلمان است که در دیمارشن واقع شده‌است. ویمرشتدت ۱۶۷ نفر جمعیت دارد.